# Guty (Sokołów)
Pour les articles homonymes, voir Guty.
Guty  [ˈɡutɨ] est un village polonais de la gmina de Kosów Lacki dans le powiat de Sokołów et dans la voïvodie de Mazovie, au centre-est de la Pologne.
Il se situe à environ de 5 kilomètres à l'ouest de Kosów Lacki, 25 kilomètres au nord-ouest de Sokołów Podlaski et à 85 kilomètres au nord-est de Varsovie.